# Binyomin Jacobs
Binyomin Jacobs (Ámsterdam, 1949) es un rabino holandés que vive en Amersfoort, en los Países Bajos. A finales de 2008 fue nombrado Rabino mayor de los Países Bajos, este nombramiento incluye a todos los municipios de los Países Bajos, excepto las ciudades de Ámsterdam, Róterdam, y La Haya.

## Biografía
El Rabino Binyomin Jacobs es descendiente de una antigua familia judía holandesa. Sus padres eran de ascendencia judía asquenazí, sus dos progenitores eran supervivientes de la Shoá y la Segunda Guerra Mundial. Después de completar su educación secundaria, Jacobs estudió en la yeshivá (academia talmúdica) de Brunoy en Francia. Binyomin obtuvo su semijá (ordenación rabínica) de parte del Rabino Isser Yehuda Unterman, el rabino mayor de Eretz Israel, la máxima autoridad rabínica en materia de ley judía (halajá), y del Rabino Zalman Nehemia Goldberg, un rabino prominente en Israel.
Jacobs es el rabino mayor de los Países Bajos, el presidente del colegio rabínico de los Países Bajos, y el rabino del Centro Sinaí ubicado en Amstelveen, el único centro psiquiátrico judío de Europa, con más de 3.000 pacientes. Cuando el 17 de marzo de 2019, las víctimas de los ataques terroristas e islamófobos contra dos mezquitas en Christchurch, en Nueva Zelanda, fueron conmemoradas en la Plaza Dam en Ámsterdam, Jacobs fue uno de los oradores, cuando el rabino habló, un pequeño grupo de manifestantes pro-palestinos le dio la espalda.
El rabino se identifica total y abiertamente con el Estado de Israel. Jacobs coopera con la organización proisraelí Christians for Israel International. El gran rabino es miembro de los jasidim de Jabad-Lubavitch, conocidos por su apertura hacia la comunidad judía no religiosa. 
El Rabino Jacobs ocupa numerosos puestos en la junta directiva, entre ellos el de vicepresidente del jeder local, una escuela judía tradicional ubicada en Ámsterdam. Un caso de abuso tuvo lugar en esta escuela en 2012, en 2018 el caso dio lugar a la condena de un maestro involucrado en los hechos. Cuando estalló el caso, los municipios de Róterdam y La Haya apoyaron a Jacobs, así como el rabinato supremo. Desde entonces, las relaciones con el rabinato han mejorado, debido a diversos cambios en la gestión municipal. 
Después del 4 de mayo de 2019, el rabino en jefe abogó por el nombramiento de un coordinador nacional contra el antisemitismo. En los más de cuarenta años que ha estado trabajando en los Países Bajos, Jacobs ha podido construir una extensa red de amistad y cooperación con las diversas iglesias, especialmente con la comunidad cristiana; ortodoxa, protestante y católica.
Jacobs ha participado en la organización de muchas exposiciones sobre el judaísmo. En el museo histórico judío, el rabino explica a los visitantes sobre la importancia de la sinagoga en una película de vídeo. Durante décadas, la película se ha exhibido en un museo cerca de Nimega, en esa película Jacobs conduce virtualmente al visitante por el interior de una sinagoga. El rabino en jefe está presente en los monitores y en las pantallas de vídeo del museo. Jacobs es un orador habitual de la organización Christians for Israel International. El 27 de abril de 2012, el rabino en jefe Jacobs fue nombrado oficial de la Orden de Orange-Nassau.